# Johan Walem
Johan Walem (* 1. Februar 1972 in Soignies) ist ein ehemaliger belgischer Fußballspieler. Mittlerweile war er bei Belgacom tätig und konzentrierte sich danach vermehrt auf seine Karriere als Fußballtrainer. Während seiner Zeit als Aktiver spielte er vor allem in seinem Heimatland sowie in Italien.
Er ist der Cousin des ehemaligen belgischen Läufers Ruddy Walem.

## Leben
Als Jugendspieler war Walem bei RWD Molenbeek aktiv. 1986 wechselte er zum RSC Anderlecht, wo er 1991 in der Ersten Division debütierte. Mit dem Verein wurde er dreimal belgischer Meister und holte einmal den Pokal.
1997 wechselte Walem nach Italien. Bei Udinese Calcio wurde der Mittelfeldspieler zum Passgeber für Oliver Bierhoff und erhielt wegen der präzisen Spielzüge den Spitznamen „Il Geometra“. 1999 zog es ihn zum AC Parma, nach einer Spielzeit kehrte er jedoch ins Friaul zurück.
2001 kehrte Walem kurzzeitig nach Belgien zurück und unterschrieb einen Vertrag bei Standard Lüttich. Nach zwei Jahren wechselte er erneut nach Italien, dieses Mal zum FC Turin in die Serie B. Nach einer Spielzeit, in der nur der 12. Platz belegt wurde, wechselte er zum Ligakonkurrenten Catania Calcio. Im Anschluss an die Saison 04/05 beendete er seine aktive Karriere.
Walem war zwischen 1991, seinem Debüt bei der 0:1-Niederlage gegen Deutschland, und 2002 belgischer Nationalspieler. Er bestritt 36 Länderspiele und erzielte dabei zwei Tore. Er nahm an der Weltmeisterschaft 2002 teil.
Nach seiner aktiven Zeit als Spieler wurde er als Trainer aktiv. Von 2012 bis Januar 2020 war er Cheftrainer der belgischen U-21-Nationalauswahl. Er wechselte dann als Nationaltrainer nach Zypern.

## Erfolge
- Belgischer Meister: 1993, 1994, 1995
- Belgischer Pokalsieger: 1994
- Belgischer Nachwuchsspieler des Jahres: 1992